# Lerwick
Lerwick (letterlijk Kleibaai in het Norn) is de hoofdplaats van de Shetlandeilanden in Schotland, het stadje heeft ongeveer 7000 inwoners en is daarmee de grootste plaats van de eilandengroep. Lerwick ligt aan de oostkust van het eiland Mainland. Het stadje werd gesticht in de zeventiende eeuw.
Het is ook de belangrijkste haven van de Shetlandeilanden en er vertrekken veerboten uit Lerwick naar Bergen, Aberdeen, Seyðisfjörður, Tórshavn (Faeröer), Kirkwall (Orkneyeilanden) en naar enkele havens op de andere Shetlandeilanden. De dagelijkse verbinding naar Aberdeen, die meermaals per week ook onderweg Kirkwall aandoet, wordt verzorgd door NorthLink Ferries.
De haven van Lerwick werd eeuwenlang veelvuldig gebruikt door Nederlandse haringvissers om voedsel in te slaan en de zondagsrust in acht te nemen.
De Raadszaal van het stadhuis (de Burgh) van Lerwick heeft gebrandschilderde ramen, die bij de voltooiing van het gebouw in 1882 zijn aangeboden door de Graaf van Morton, de hoofdsheriff en de steden Hamburg en Amsterdam. Andere opmerkelijke gebouwen in Lerwick zijn Fort Charlotte, Böd of Gremista en Clickimin Broch.

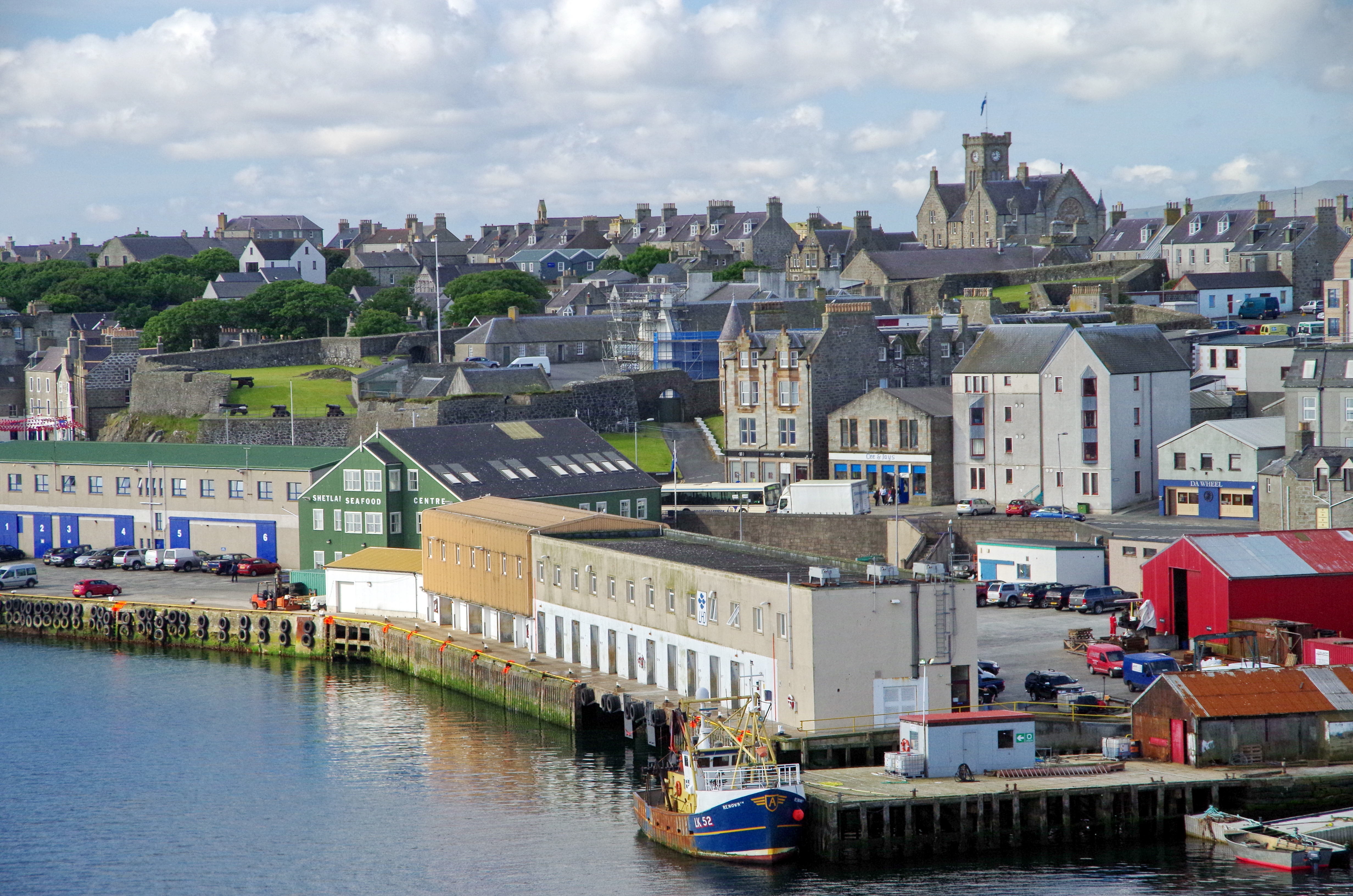
De haven van Lerwick

## Geboren
- Ron Mathewson (1944-2020), jazzbassist
- Ian Bairnson (1953-2023), zanger en gitarist
- Steven Robertson (1 januari 1977), acteur